# Hahnia heterophthalma
Hahnia heterophthalma là một loài nhện trong họ Hahniidae.
Loài này thuộc chi Hahnia. Hahnia heterophthalma được Eugène Simon miêu tả năm 1905.